# Sons of Tucson
Sons of Tucson é uma série de televisão de comédia norte-americana estrelada por Tyler Labine, Frank Dolce, Matthew Levy e Benjamin Stockham que estreou na rede de televisão FOX Broadcasting Company na noite de 14 de Março de 2010. Foi criada por Greg Bratman e Tommy Dewey, que escreveram o argumento para o primeiro episódio e de seguida procuraram por produtores, que mais tarde se revelaram ser Justin Berfield — estrela da série de televisão Malcolm in the Middle — Jason Felts, Harvey Myman e Todd Holland, que também trabalhou como director. O seriado foi produzido pelas companhias 20th Century Fox Television, WalkingBud Productions e J2TV.
Inicialmente, Sons of Tucson foi apresentada pela FOX como uma série que seria transmitida nas noites de domingo às 20 horas e 30 minutos (UTC-4), a ocupar uma posição que a colocava entre êxitos de animação tais como The Simpsons e Family Guy, embora mais tarde o seu horário tenha sido alterado para as 21 horas e 30 minutos (UTC-4), em substituição de outro êxito, American Dad!. Filmada em Los Angeles, Califórnia, Sons of Tucson retrata a vida dos irmãos Grunderson: Gary de 11 anos (interpretado por Dolce), Brandon de 13 anos (Levy) e Robby de 8 anos (Stockham). Eles são de uma família abastada e possuem uma casa em Tucson, Arizona, mas a sua mãe os abandonou e o seu pai está na prisão. Então, com receio de serem levados pela segurança social e acolhidos por famílias adoptivas diferentes, os rapazes decidem contratar Ron (Labine) para fingir ser o pai deles. Primeiramente, os irmãos necessitam de um pai apenas em situações específicas, mas logo percebem que têm que se manter em torno de Ron para afastarem quaisquer suspeitas.
O episódio piloto de Sons of Tucson foi assistido em 4 milhões e 514 mil domicílios, uma estreia considerada favorável para o horário em que a série era transmitida. Contudo, a audiência da série foi piorando a cada episódio e, após a transmissão do quarto, a FOX decidiu cancelá-la. Os críticos de televisão tiveram opiniões divididas sobre o seriado, com alguns elogiando o seu enredo e enaltecendo Labine pela sua interpretação, e outros criticando a sua premissa. A série recebeu várias comparações com Malcolm in the Middle, sendo algumas favoráveis e outras nem tão pouco.

## Antecedentes e desenvolvimento

### Concepção e contexto

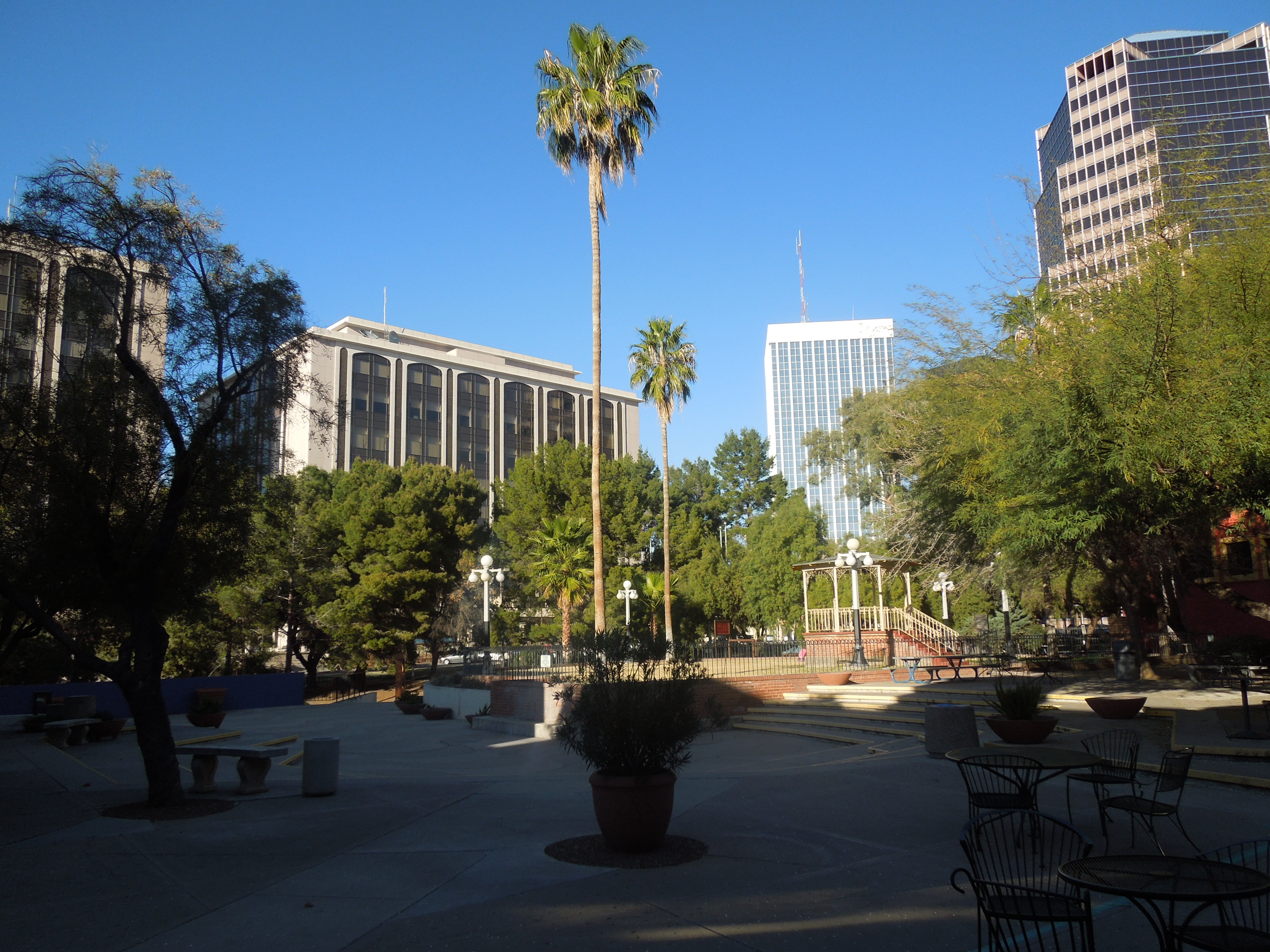
Greg Bratman e Tommy Dewey apresentaram uma sinopse à FOX sobre uma série de televisão situada na cidade de Tucson, Arizona (imagem).

Em Janeiro de 2009, os argumentistas Greg Bratman e Tommy Dewey apresentaram à FOX um enredo escrito por ambos sobre uma série de televisão de meia-hora com configuração de câmara única que seguia a vida de "um boémio encantador mas extraviado contratado por três irmãos ricos para se fazer passar pelo pai deles enquanto o seu pai verdadeiro cumpre uma pena por um crime do colarinho branco." Seis dias depois, a emissora deu ordem para que a dupla escrevesse um episódio piloto, sob produção das companhias 20th Century Fox Television e J2TV, e produção executiva de Harvey Myman, Jason Felts e Justin Berfield, sendo que este último é o proprietário da J2TV. Em Fevereiro seguinte, o director de televisão Todd Holland assinou um contrato para dirigir o episódio piloto.
"Esta é a minha primeira [série], e eu estou muito animado... Eu apenas tive que criar o seriado, colocar o título da cidade nele [Tucson] e estou honrado... Eu ainda não fui oferecido uma destas [oportunidades]. Eu estou meio-animado por ver o que posso fazer como ela — o que posso obter a partir dela."
— O produtor Justin Berfield a expressar os seus sentimentos por assumir o cargo de produtor executivo.
Berfield, que naquele momento já havia sido anunciado como produtor do seriado, publicou no Twitter que caso a série fosse renovada, iria doar metade do seu lucro a uma obra de caridade. A 11 de Maio de 2009, o jornalista de televisão Eric Goldman, do sítio IGN, informou que havia possibilidades fortes de o projecto receber uma ordem de avanço. Isto foi confirmado no dia seguinte, quando Sons of Tucson, juntamente com o projecto Human Target, recebeu luz verde pela FOX, com a sua emissão planeada para a temporada televisiva norte-americana de 2009-10. A emissora publicou a sua programação para essa temporada a 18 de Maio de 2009, com Son of Tucson programado para ser transmitido durante a mid-season, ou seja, na segunda metade da temporada. O trailer promocional para o seriado foi publicado pela emissora no mesmo dia.

### Cancelamento
Após os primeiros quatro episódios da série registarem índices de audiência considerados fracos pela FOX, a 5 de Abril de 2010, a emissora decidiu cancelar Sons of Tucson, bem como o seriado 'Til Death pelas mesmas razões. Contudo, havia ainda nove episódios da série que tinham sido produzidos mas não emitidos. Então, a estação de televisão decidiu transmiti-los durante o verão em um novo horário. Mais tarde no mesmo dia, a revista Entertainment Weekly reportou que a FOX havia colocado Tyler Labine em uma nova série que estava em produção no momento: True Love. O horário em que Sons of Tucson era transmitido foi ocupado pela série de animação American Dad!, que estava em um hiato.
Apesar de Sons of Tucson ter sido cancelada, o produtor executivo Todd Holland e Karey Burke assinaram um contrato de dois anos com a Universal Media Studios.

## Produção

### Equipa

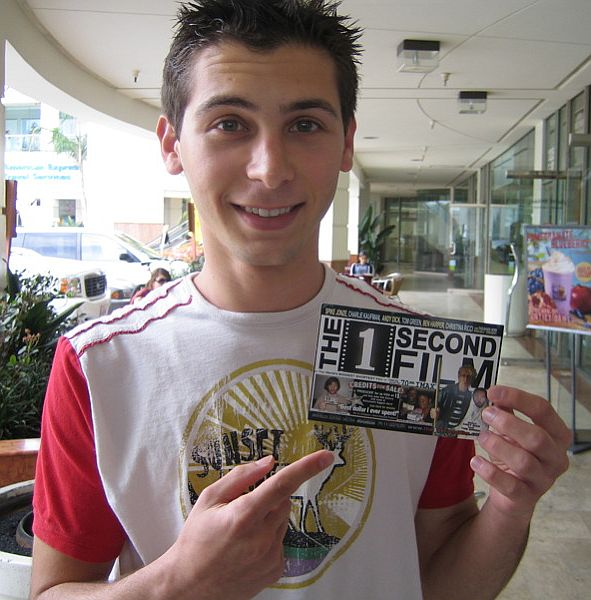
Justin Berfield foi responsável pela produção e também produção executiva de Sons of Tucson.

Sons of Tucson foi produzida pelas empresas 20th Century Fox Television, WalkingBud Productions e também pela J2TV. Jimmy Simons, Matthew Carlson, Justin Berfield, Jason Felts, Harvey Myman e Todd Holland foram os produtores, tendo Andy Bobrow como o co-produtor. Os últimos quatro produtores, juntamente com Tommy Dewey, foram os produtores executivos, com Michael Glouberman sendo o co-produtor executivo. Megan Mascena Gaspar e Jason B Harkins trabalharam como produtores associados, enquanto Bobby Bowman e Adam Chase assumiram as posições de consultores de produção. Janice Carr foi a supervisora de produção e Kenneth Requa o supervisor de pós-produção.
Louie Schultz e Michael Brake foram os editores de música, sob a supervisão de Julie Glaze Houlihan. John Swihart foi o responsável pela banda sonora do seriado. Joaquin Sedillo foi o director de fotografia e Richard M. Stevens foi o operador de câmara.
Holland, Peter Lauer, Tamra Davis, Kevin Dowling, Reginald Hudlin e Fred Savage foram os directores. Holland dirigiu cinco episódios, o maior número, ultrapassando os três de Lauer, e os dois de Downling. Hudlin, Savage e Davis dirigiram apenas um episódio. O duo Greg Bratman e Tommy Dewey, juntamente com Chase, Kristi Korzec, Robin Shorr, Carlson, Bobrow e Glouberman foram os argumentistas da série. O primeiro duo e Carlson escreveram os guiões de três episódios, o maior número por um guionista, ultrapassando Chase, Bobrow e Glouberman, que escreveram dois, e Korzec e Shorr, que co-escreveram o episódio "Golden Ticket". Shorr foi a editora executiva do enredo, enquanto Grace Ann Carter e Diane Lea Weiss foram as supervisoras de enredo.
John Valerio e Scott James Wallace foram os editores dos episódios, tendo James Mastracco e Marc Pollon sido os seus assistentes.

### Filmagens
Rob Dohan foi o responsável por encontrar locais de gravação para as filmagens de cenas para a série. Embora situada na cidade de Tucson, no estado do Arizona, devido à "razões económicas", Sons of Tucson era, na realidade, filmada na cidade de Los Angeles, no estado da Califórnia, com algumas cenas exteriores gravadas nas cidades de Santa Clarita, no Condado de Los Angeles, e em Simi Valley, no Condado de Ventura. Para retratar Tucson no seriado, os editores usaram imagens de arquivo a partir de filmes e vários outros ficheiros multimédia.
Shelli Hall, directora da corporação Tucson Film Office, que se dedica ao desenvolvimento económico da cidade, revelou que em nenhuma ocasião algum membro da FOX falou com ela sobre filmar na cidade: "Eles nunca perguntaram sobre filmar aqui, mas eu contactei-os quando ouvi falar sobre o [episódio] piloto. Eles explicaram as suas restrições orçamentais." Os produtores de Sons of Tucson aproveitaram a campanha Film Incentive Program (FIP), que consiste em incentivar produtores de séries de televisão a filmarem em Santa Clarita.
Durante uma entrevista antes do início da série, Berfield revelou que Tucson foi escolhida por ele por ser "uma grande cidade, e, como nós todos dizemos, há coisas para fazer por lá, coisas para ver... Todo mundo é grato e hospitaleiro aqui." Contudo, Berfield disse que gostaria de filmar pelo menos um episódio da série em Tucson, quando esta estivesse na sua segunda temporada.

## Elenco

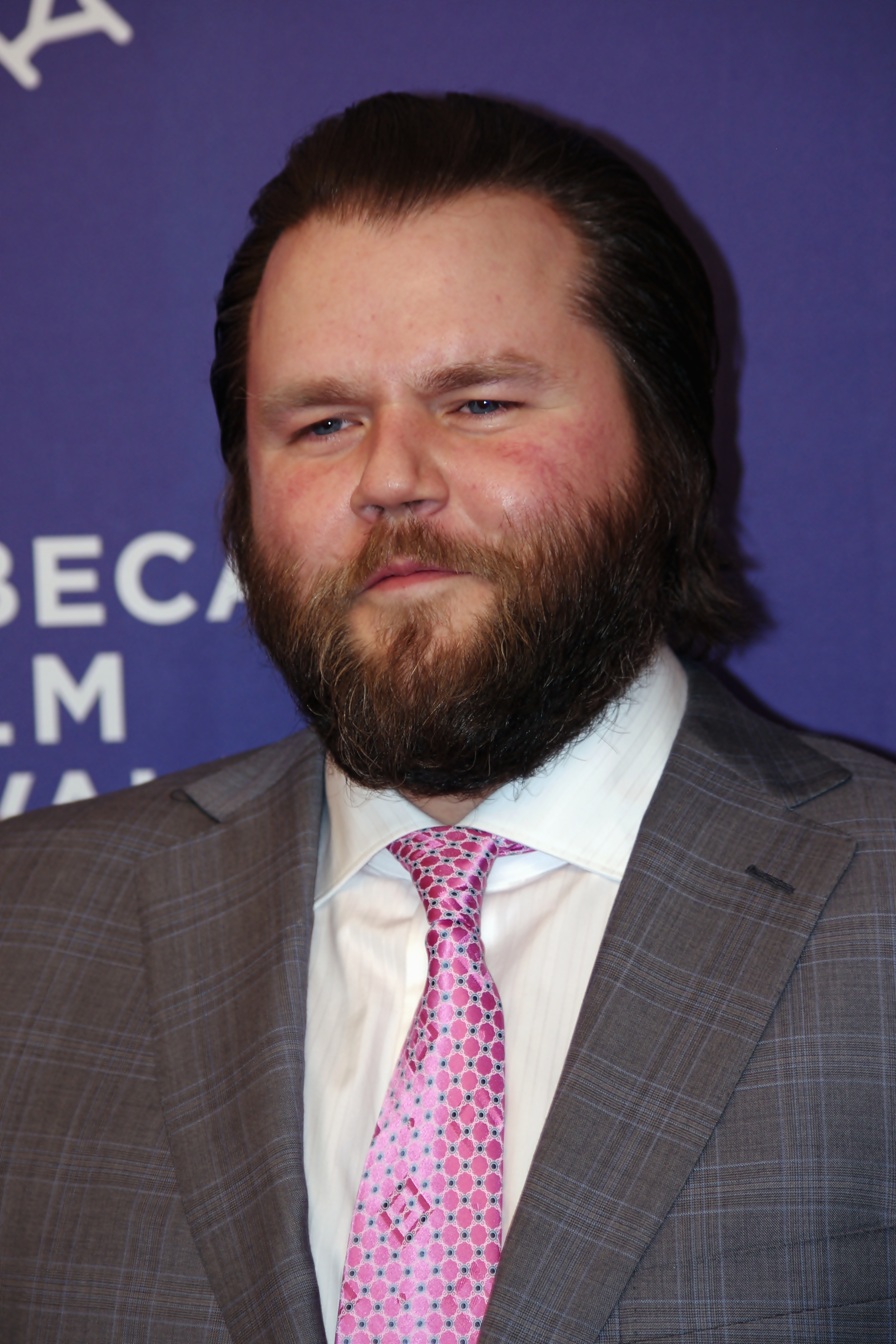
Tyler Labine interpretou Ron Snuffkin, a personagem principal.

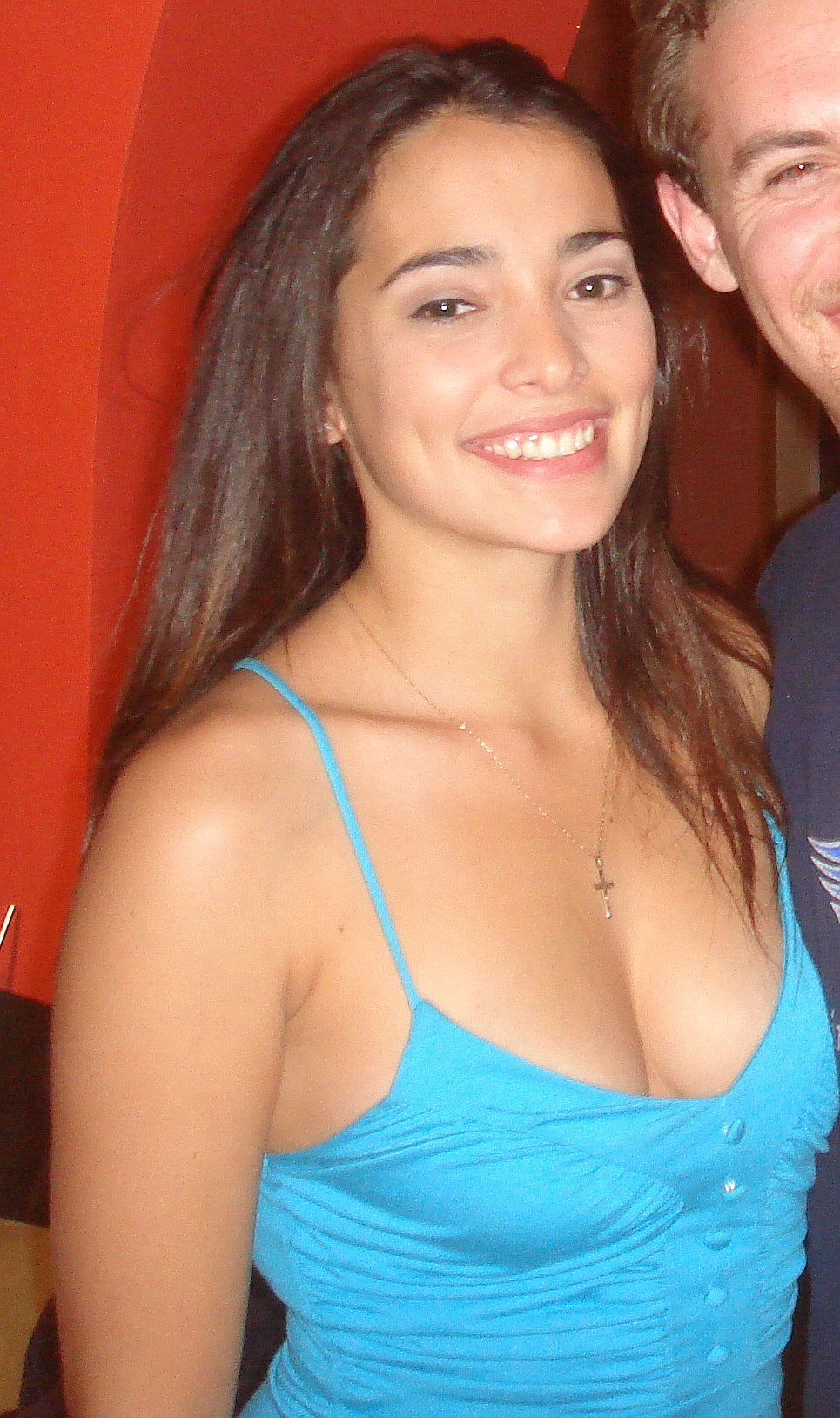
Natalie Martinez foi escolhida para interpretar a professora Maggie Morales.

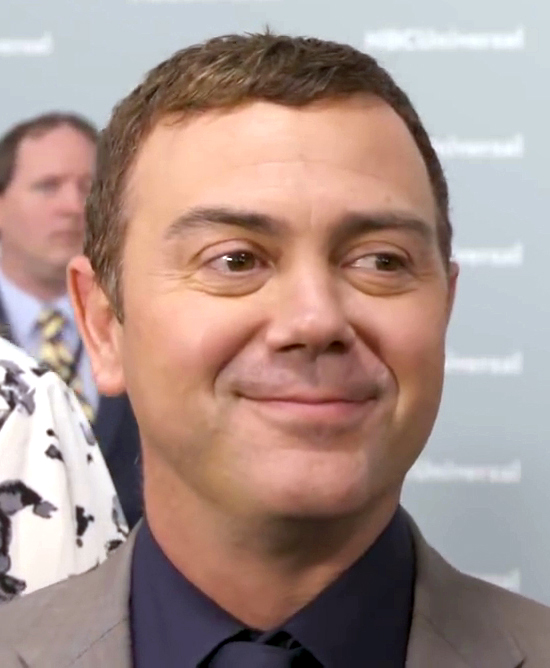
Joe Lo Truglio interpretou Glenn, amigo de infância de Ron.

O elenco principal de Sons of Tucson é composto por quatro actores:
- Tyler Labine como Ron Snuffkin, empregado em uma loja de artigos desportivos local com 30 anos de idade que é contratado pelos irmãos Grunderson para substituir o seu pai preso. É considerado um homem preguiçoso que está sempre pronto a seguir o caminho mais fácil em situações complicadas.[73]
- Frank Dolce como Gary Gunderson, o filho do meio da família Grunderson e o líder da contratação de Ron. Embora muito intelectual, pode facilmente ficar estressado em situações delicadas. Em um episódio, o seu stress leva-o a tomar medicação da pressão arterial. A sua atitude séria sempre incomoda as pessoas ao seu redor.[74]
- Matthew Levy como Brandon Gunderson, o mais velho dos irmãos. É muito confuso sobre a vida, mas está sempre pronto para dizer o que está na sua mente quando precisa ser dito. É considerado um espírito livre.[75]
- Benjamin Stockham como Robby Gunderson, o mais novo dos irmãos. Como muitas crianças de sua idade, gosta de comer comida de plástico e assistir televisão durante muitas horas. É o mais problemático dos irmãos.[76]

Além dos actores principais, há ainda os cinco actores secundários:
- Joe Lo Truglio como Glenn, amigo de infância de Ron. É muito impressionável e está sempre disposto a acompanhar os esquemas do seu amigo. É frequentemente incomodado por sua esposa.[77]
- Sarayu Rao como Angela, esposa de Glenn. Muito mandona, especialmente com o seu marido, e não gosta da amizade entre Glenn e Ron. Tem muitas suspeições a respeito dos cuidados "paternais" de Ron para com os seus "filhos" e muitas vezes comenta com Glenn sobre querer ter filhos próprios.[78]
- Natalie Martinez como Maggie Morales, professora do segundo ano de Robbie. Ela é muito séria no seu trabalho e, às vezes, preocupa-se com o ambiente em que Robbie vive. Supõe-se que Ron tenha uma paixoneta por ela, como este tentou conseguir um beijo dela sem sucessos, e sem o conhecimento dela.[79]
- Michael Horse como Mike Proudfoot, empregado do Sport Space. É um nativo americano a quem Ron sempre pede conselhos sobre o que um nativo americano deveria saber.[80]
- Edwin H. Bravo como Joker, amigo de Ron que está sempre pronto a deixá-lo entrar nas suas actividades ilegais.[carece de fontes?]

### Escolha do elenco
A escolha do elenco de Sons of Tucson foi comandada por três pessoas: Amy Christopher, Nikki Valko e Ken Miller. Peter Pappas foi o director da escolha do elenco.
O actor Tyler Labine assinou um contrato em Março de 2009 para estrelar o episódio piloto da série, interpretando a personagem principal Ron Snuffkin. Contudo, nesse momento, Labine fazia parte também do elenco principal da série Reaper. Um comunicado de imprensa da FOX revelou que o seu papel em Sons of Tucson estava em "segundo plano" e que se Reaper fosse renovada para uma nova temporada, o actor iria retornar para a mesma e abandonar a primeira. Contudo, à medida que Sons of Tucson ia se desenvolvendo e não se obtinha nenhuma resposta sobre a renovação de Reaper pelo canal de televisão The CW, as probabilidades de Labine permanecer nessa série eram quase nulas. Isto foi confirmado no dia 10 de Junho de 2009, quando o The CW reportou o cancelamento de Reaper.
"Ele é incrível! Ele é muito divertido de trabalhar com. Ele é um doce e hilariante. É apenas completamente hilariante de trabalhar com."
— A actriz Natalie Martinez ao abordar a sua experiência de trabalho com Tyler Labine.
Poucos dias depois da contratação de Labine, foi anunciado que a actriz Natalie Martinez havia se juntado ao elenco do seriado. A sua personagem, de nome Maggie Williams, foi descrita como uma professora do segundo ano e um potencial interesse amoroso de Ron. Em Abril, os actores juvenis Frank Dolce, Davis Cleveland e Troy Gentile juntaram-se ao elenco de Sons of Tucson, para interpretarem os irmãos Gary de 14 anos, Robby de 8 anos e Brandon de 16 anos, respectivamente. Todavia, em Julho de 2009, a FOX anunciou que os produtores estavam a fazer audições online para o seriado na página SonsofTucsonOpenCall.com, para que encontrassem dois actores para interpretarem as personagens principais Robby e Brandon. Justin Berfield declarou que havia reconsiderado e mais tarde excluído os actores Cleveland e Gentile, que desempenharam os dois respectivos papéis no episódio piloto apresentado à FOX, devido a questões de programação. No fim de Agosto, Matthew Levy foi anunciado como o novo integrante do elenco da série. Ele iria interpretar Brandon.

### Participações especiais
Dezasseis actores fizeram participações especiais em Sons of Tucson como artistas convidados. Eles são:
| - Allen Alvarado como Adam ("The Debate Trip") - Alexandra Breckenridge como Gina ("Gina", "Ron Quits") - Jake Busey como Tony ("Pilot") - Stephanie Courtney como Denise ("The Break-In") - Kurt Fuller como Director ("Pilot") - Buddy Handleson como Gabe ("The Golden Ticket", "Kisses and Beads") - David Lambert como Quan ("Glenn's Birthday")[carece de fontes?] - Keegan Michael Key como Eric ("Pilot") | - Michael Kostroff como Mr. Shuldiner ("Chicken Pox") - Sydney Park como Vanessa ("Dog Days of Tucson") - Stefanie Scott como Molly ("Kisses and Beads") - Stacey Travis como Mrs. Powell ("Dog Days of Tucson") - Andrew Walker como Danny ("Gina") - Nikki Ziering como Misty Rose ("Glenn's Birthday") - Hailee Steinfeld como Bethany ("Chicken Pox") - Justin Berfield como Barry ("Ron Quits") |

## Sinopse
Sons of Tucson é uma comédia familiar passada na cidade de Tucson, Arizona, que segue a vida dos irmãos Gunderson: Gary de 11 anos (interpretado por Frank Dolce), Brandon de 13 anos (Matthew Levy) e Robby de 8 anos (Benjamin Stockham). A sua mãe abandonou-os e o seu pai está preso a cumprir pena de 25 anos por um crime do colarinho branco. Então, com receio de serem levados e consequentemente separados pela Segurança Social ao serem acolhidos por famílias adoptivas diferentes, eles decidem procurar e contratar um homem para fazer-se passar pelo pai deles. Após muitas tentativas e muita procura mal-sucedida, eles encontram Ron Snuffkin (Tyler Labine) na loja de artigos desportivos local, um homem de 30 anos de idade que vive no seu carro, e decidem contratá-lo após muita deliberação. Ron será forçado a desenvolver uma grande variedade de habilidades e uma vasta gama de truques à medida que assume o papel de patriarca para tomar conta dos rapazes da família Gunderson.
Depois de passarem um tempo de convicência uns com os outros, os rapazes e Ron começam a desenvolver uma relação inesperada, que mais tarde acaba por revelar-se mais forte do que aparenta.

## Lançamento e repercussão

### Transmissão
A FOX publicou a 24 de Novembro de 2009 a programação para a segunda metade da estação televisiva de 2009-10. Sons of Tucson iria estrear às 20 horas e 30 minutos de 14 de Março de 2010, um domingo. A 12 de Dezembro de 2009, o seriado mudou-se para o novo horário das 21 horas e 30 minutos, com o seu horário anterior sendo preenchido pela série de animação The Cleveland Show. No Canadá, a série estreou a 11 de Março de 2010 na rede de televisão Global Television Network às 21 horas e 30 minutos. Esta programação permaneceu até o cancelamento da série ser anunciado a 5 de Abril de 2010, depois de apenas quatro episódios. Os episódios restantes de Sons of Tucson voltaram à emissão a 6 de Junho de 2010, no novo horário das 19 horas e 30 minutos na FOX, e às 22 horas e 30 minutos na Global. A situação mudou novamente a 27 Junho, com o seriado passando a ser transmitido às 19 horas na FOX. Em Portugal, a série foi transmitida pelo canal de televisão FX entre 28 de Julho a 8 de Setembro de 2010.
| Temporada | Temporada | Horário | Episódios | Tranmissão original               | Temporada televisiva | Posição | Telespectadores |
| --------- | --------- | --- | --------- | --------------------------------- | -------------------- | ------- | --------------- |
|           | 1         | Domingo 21h30min (14 de Março — 4 de Abril de 2010) Domingo 19h30min (6 — 20 de Junho de 2010) Domingo 19h (27 de Junho — 1 de Agosto de 2010) | 13        | 14 de Março — 1 de Agosto de 2010 | 2009 - 10            | #112    | 4 117 000       |

### Audiência
O episódio piloto foi assistido por uma média 4 milhões e 514 mil telespectadores, um número considerado bom para uma estreia de um programa de comédia em um domingo. Além disso, no perfil demográfico dos telespectadores entre os 18 aos 49 anos de idade, ocupou a posição 12 entre todos os outros programas transmitidos na noite de 14 de Março de 2010. O segundo episódio registou uma baixa de 13.62 por cento, uma vez que foi assistido por 3 milhões e 899 mil telespectadores. Contudo, ocupou uma posição melhor: a décima. Na semana seguinte, a audiência melhorou em 6 por cento (4 milhões e 140 mil), mas, em contrapartida, a série colocou-se no número 11. O quarto episódio registou a pior audiência da série até ao momento, como foi visto em 3 milhões e 133 mil agregados familiares. Porém, "Family Album", o episódio transmitido nessa noite, atingiu a melhor posição da série nesse perfil demográfico: a oitava. No dia após a emissão deste último episódio, a FOX cancelou a série, devido às audiências fracas que foi apresentando ao longo dessas quatro semanas.
Os episódios seguintes, emitidos dois meses depois em um novo horário, mal conseguiram superar a marca dos dois milhões de domicílios. Destes últimos episódios, o que registou a maior audiência foi o primeiro, "The Debate Trip", visto em uma média de 1 milhão e 982 mil agregados familiares, e o que registou a menor foi "Dog Days of Tucson", visto em uma média de 1 milhão e 120 mil lares. Sons of Tucson terminou com uma audiência de 1.7 milhões.
Na temporada televisiva norte-americana de 2009-10, o seriado ocupou a colocação 112, tendo sido assistido por uma média de 4 milhões e 117 mil telespectadores durante a sua única temporada.

### Análises da crítica
| Críticas profissionais  | Críticas profissionais |
| Pontuações agregadas    | Pontuações agregadas   |
| Fonte                   | Avaliação              |
| ----------------------- | ---------------------- |
| Metacritic              | 53/100                 |
| Avaliações da crítica   |                        |
| Fonte                   | Avaliação              |
| The A.V. Club           | (C)                    |
| Entertainment Weekly    | (positiva)             |
| The Hollywood Reporter  | (positiva)             |
| IGN                     | (mista)                |
| Los Angeles Times       | (positiva)             |
| The New York Times      | (mista)                |
| Pittsburgh Post-Gazette | (negativa)             |
| USA Today               | (mista)                |
| Variety                 | (mista)                |
| The Washington Post     | (negativa)             |

O Metacritic, um sítio que atribui uma classificação normalizada de 100 a opiniões críticas, deu à primeira temporada da série uma média de pontuação de 53 por cento, com base em 15 comentários, o que indica "geralmente opiniões favoráveis".
Após assistir ao episódio piloto apresentado à FOX, Brian Ford Sullivan, do portal televisivo The Futon Critic, elogiou a série, escrevendo que "é bom ver Labine a ganhar o seu próprio seriado, como o seu charme mal-arranjado condiz lindamente com o que a série está à procura". Sullivan achou que os rapazes são desfrutáveis e que o seriado inteligentimente desvia-se de qualquer momento de "sacarina, como ambos lados [da família] estão à milhas de preocuparem-se uns com os outros." Contudo, considerou a história que Ron conta no episódio como "demasiado perfeita para ser verdade" e acrescentou que a entrada de Natalie Martinez foi "estranha". Sullivan concluiu comentando que "Sons of Tucson é genuinamente engraçada em algumas partes, portanto há sempre a chance de que poderá ser um programa sólido." Eric Goldman, para o sítio IGN, achou que o papel de Tyler Labine não é muito dissimilar ao de Reaper, afirmando que ele traz consigo o mesmo charme preguiçoso de Soc, a sua personagem em Reaper. O resenhista comentou que a série parece ser divertida, se não histérica, e que tem um sex appeal transmitido via Martinez. Todavia, Goldman escreveu que "Sons não brilhou tanto quanto Malcolm in the Middle nos seus primórdios, mas certamente parece ter uma promessa." Ken Tucker, para a revista Entertainment Weekly, escreveu: "se você gosta da atitude descontraída de Tyler Labine em Reaper, provavelmente irá gostar de Sons of Tucson." Sandra Gonzalez, também para a Entertainment Weekly, achou que não há grande conteúdo no enredo, "mas as peças individuais do seriado dão-na uma promessa". De acordo com Gonzalez, o primeiro episódio foi dominado pela personagem Robby devido à sua "cara inocente e interpretação seca".

"Sons of Tucson está repleta de ingredientes familiares. Uma sátira obscura de disfunção familiar levedada pela apresentação de piadas sobre miúdos impossíveis (muito parecido com Malcolm in the Middle), contém comédia atrevida, paródias, e um humor idiota (Family Guy). Ajuda o facto de este material não-surpreendente ser unido por um bobo da corte doidivanas que é anti-social mas no entanto cativante, o simpático Tyler Labine. Também ajuda o facto de o seu foco ser uma 'família por opção' ao invés de uma unidade tradicional. A série manda pretensões sociais e emite luz sobre mudanças de costumes. Isto é, quando não está a se esforçar demasiado para gerar risos."

— Leigh H. Edwards, do PopMatters, em sua análise de Sons of Tucson.
Robert Lloyd, para o jornal Los Angeles Times, achou a interpretação dos rapazes excelente, fazendo uma comparação à família de Malcolm in the Middle. Lloyd apontou que a série se segue para uma conclusão sentimental, "na qual se fosse um filme, o seu fim seria alcançado em duas horas, com a imagem bonita da professora sensual Natalie Martinez. Mas os impulsos do director aqui são mais sarcásticos que sentimentais, e isto sendo televisão, o fim previsível poderá ser indefinidamente antecipado." Alan Sepinwall, para o jornal The Star-Ledger, escreveu que é inevitável e pouco lisojeante fazer comparações com Malcolm in the Middle e achou que a premissa de Sons of Tucson é "assustadora, os irmãos não são engraçados, e Labine é mal usado — a não ser que você adore vê-lo a atirar-se contra coisas por vezes repetidas." Antes mesmo de assistir à série, Daniel Fienberg, para o blogue HitFix, comentou que "Sons of Tucson é chata e flácida e embora não esteja ofendido por ela, eu certamente não dou importância ao facto de se as pessoas irão ou não assistir." Fienberg concordou com a decisão dos produtores de substituírem Davis Cleveland e Troy Gentile, justificando que eles não eram engraçados e não tinham especificidade. Ele concluiu dizendo que não tinha grandes expectativas para o seriado e esperava que ele fosse pelo menos engraçado. Todd VanDerWerff, para o jornal de entretenimento The A.V. Club, avaliou a série com a classificação C a partir de uma escala de A a F, dizendo que dos três episódios a que assistiu riu-se apenas por duas vezes, e criticou a premissa, afirmando que "ela trabalha muito para manter tudo seguro". Ele comentou que o seriado poderia ser "uma comédia bastante negra com momentos muito engraçados."
O editor James Kelley, para o portal Aztec Press, apontou que a premissa de Sons of Tucson é "estranha, mas funciona bem". O editor elogiou o episódio piloto e o subsequente, chamando-os de "engraçado" e "hilariante", respectivamente, e disse que a série é divertida. Além disso, Kelley notou também semelhanças com Malcolm in the Middle. Brian Lowry, para a revista Variety, fez uma comparação negativa à Malcolm in the Middle, dizendo que "Sons of Tucson não fez nada para tonificar a fórmula, apesar da sua conexão com Malcom in the Middle." Todavia, Lowry comentou que ao terem condenado os pais dos rapazes à 25 anos de cadeia, os produtores garantiram o continuamento de uma série que pode ser um sucessso. Ele apontou que Labine traz energia maníaca ao seu papel. Tom Teicholz, para o jornal The Jewish Journal, chamou o seriado de "engraçado, algumas vezes doce e muitas vezes estranho." Embora tenha achado que a série tem piadas para dar altas risadas e relativamente sofisticada, Tom Conroy, para a Media Life Magazine, criticou a premissa e comparou-a com a de Bewitched, em que, de acordo com ele, "alguém tem de esconder a sua verdadeira identidade para manter a segurança da família." Leigh Edwards, para o blogue PopMatters, deu à série uma avaliação de 6 a partir de uma escala de 10 (), elogiando a série por fazer uma mistura de efeitos, "reafirmando a harmonia da família saudável enquanto também fazendo troça do estereótipo", e parabenizando Labine pela sua interpretação.
Mike Hale, para o jornal The New York Times, disse que o papel de Labine em Sons of Tucson é semelhante ao de Reaper, "mas Sons of Tucson força Mr. Labine a fazer algo que ele ainda não fez antes na televisão: interpretar o homem certo." Ele elogiou o papel dos rapazes, comentando que eles tiveram as melhores frases. Robert Bianco, para o jornal USA Today, escreveu que a série poderia usar menos conceito e mais comédia, e achou os três primeiros episódios exaustivos. Mark Perigard, para o Boston Herald, elogiou o enredo da série, bem como Barry Garron, do portal The Hollywood Reporter, e Matthew Gilbert, do jornal The Boston Globe, que disse que a série relembra o filme Paper Moon (1973). Nancy Dewolf Smith, para o The Wall Street Journal, escreveu que Labine relembra John Candy no filme Uncle Buck (1989), opinando que "Sons of Tucson tem um encanto inteligente que pode ser engraçado mesmo quando faz você sentir-se desconfortável para rir."
Rob Owen, para o Pittsburgh Post-Gazette, chamou Sons of Tucson de "irritante" e apelidou a série de "o pior seriado da estação televisiva de 2009-2010". Owen escreveu que os argumentistas criaram três personagens com personalidades patentes e criticou Todd Holland por não ter trazido para o seriado o "coração" que colocou em Malcolm in the Middle. Tim Goodman, para o jornal San Francisco Chronicle, também teve uma recepção negativa, chamando a série de "não tão engraçada" e "uma falha da FOX", além de ter criticado a premissa e dito que a série é uma prima maluca de Malcolm in the Middle. Goodman disse que Sons of Tucson está repleta de "ideias más" e que os miúdos "não são agradáveis". Hank Stuever, para o jornal The Washington Post, achou que o seriado é uma "comédia estéril [...] tão engraçada como um murro nos testículos [... com] um tenor feio e barato". "Parece que os argumentistas estão a achar que quanto pior os irmãos se tratam e quanto mais eles dependerem de Labine, o mais engraçado ficará."

### Prémios e nomeações
Na trigésima segunda cerimónia anual dos Young Artist Awards, decorrida na noite de 13 de Março de 2011 em Los Angeles, Benjamin Stockham venceu na categoria "Melhor Desempenho em Série de Televisão (Comédia ou Drama)".

## Promoção e divulgação
"Não é algo que fazemos com muita regularidade... Tem de ser alguém que é um líder e tenha feito coisas maravilhosas... Este novo seriado dá à Tucson reconhecimento visual na televisão nacional... Ter um seriado como este em Tucson é algo extraordinário."

— Bob Walkup ao entregar a chave da cidade à Justin Berfield.
A FOX publicou um trailer promocional para Sons of Tucson no dia 1 de Março de 2010. A 10 de Março de 2009, ocorreu uma ante-estreia de Sons of Tucson para os residentes da cidade de Tucson no Teatro Gallagher da Universidade do Arizona. O Presidente da Câmara Municipal da Cidade, Bob Walkup, estava presente no evento, tendo entregado a chave da cidade ao produtor Justin Berfield e ao actor Tyler Labine. A FOX doou USD 5 000 para o clube Tucson Boys and Girls Club e emitiu em uma tela gigante os dois primeiros episódios da série. Para atrair a atenção dos telespectadores norte-americanos, a emissora contratou quinze homens, vestiu-os de fatos pretos e colocou-os em bicicletas femininas no tráfico movimentado de cinco cidades dos Estados Unidos para promover Sons of Tucson. À medida que andavam pelo tráfico, os ciclistas ofereciam rebuçados, entre vários outros produtos de marca. Boston, Filadélfia, Austin, Los Angeles e Nova Iorque foram as cidades seleccionadas pela rede para os ciclistas passearem. Os homens fizeram o trajecto entre os dias 11 e 12 de Março de 2010. Para organizar isto, a FOX falou com a firma promotora TH Outdorr and Events, que passou semanas a procurar localizações privilegiadas dos Estados Unidos. Para liderar os grupos, a firma contratou ciclistas locais profissionais.